# Gramptinne
Gramptinne est un hameau situé dans la commune de Gesves.